# Veslování na Letních olympijských hrách 2008
Veslování na Letních olympijských hrách 2008 v Pekingu se konalo ve dnech od 9. do 17. srpna. Celkem se soutěžilo ve čtrnácti disciplínách, v osmi mužských a v šesti ženských. Nejúspěšnější zemí se stala Velká Británie se ziskem dvou zlatých, dvou stříbrných a dvou bronzových medailí.

## Medailisté

### Muži
| Disciplína                          | Zlato | Stříbro | Bronz |
| Skif                                | Norsko (NOR) · Olaf Tufte | Česko (CZE) · Ondřej Synek | Nový Zéland (NZL) · Mahé Drysdale |
| Dvojskif                            | Austrálie (AUS) · David Crawshay · Scott Brennan | Estonsko (EST) · Tõnu Endrekson · Jüri Jaanson | Velká Británie (GBR) · Matthew Wells · Stephen Rowbotham · |
| Dvojskif lehkých vah                | Velká Británie (GBR) · Zac Purchase · Mark Hunter | Řecko (GRE) · Dimitrios Mougios · Vasileios Polymeros | Dánsko (DEN) · Mads Rasmussen · Rasmus Quist Hansen |
| Párová čtyřka                       | Polsko (POL) · Konrad Wasielewski · Marek Kolbowicz · Michał Jeliński · Adam Korol                                                                           | Itálie (ITA) · Luca Agamennoni · Simone Venier · Rossano Galtarossa · Simone Raineri                                                                                          | Francie (FRA) · Jonathan Coeffic · Pierre-Jean Peltier · Julien Bahain · Cédric Berrest                                                                                            |
| Dvojka bez kormidelníka             | Austrálie (AUS) · Drew Ginn · Duncan Free | Kanada (CAN) · David Calder · Scott Frandsen | Nový Zéland (NZL) · Nathan Twaddle · George Bridgewater |
| Čtyřka bez kormidelníka             | Velká Británie (GBR) · Tom James · Steve Williams · Pete Reed · Andrew Triggs Hodge                                                                          | Austrálie (AUS) · Matt Ryan · James Marburg · Cameron McKenzie-McHarg · Francis Hegerty                                                                                       | Francie (FRA) · Julien Desprès · Benjamin Rondeau · Germain Chardin · Dorian Mortelette                                                                                            |
| Čtyřka bez kormidelníka lehkých vah | Dánsko (DEN) · Thomas Ebert · Morten Jørgensen · Mads Kruse Andersen · Eskild Ebbesen                                                                        | Polsko (POL) · Łukasz Pawłowski · Bartłomiej Pawełczak · Miłosz Bernatajtys · Paweł Rańda                                                                                     | Kanada (CAN) · Iain Brambell · Jon Beare · Mike Lewis · Liam Parsons |
| Osma                                | Kanada (CAN) · Kevin Light · Ben Rutledge · Andrew Byrnes · Jake Wetzel · Malcolm Howard · Dominic Seiterle · Adam Kreek · Kyle Hamilton · korm. Brian Price | Velká Británie (GBR) · Alex Partridge · Tom Stallard · Tom Lucy · Richard Egington · Josh West · Alastair Heathcote · Matthew Langridge · Colin Smith · korm. Acer Nethercott | Spojené státy americké (USA) · Beau Hoopman · Matt Schnobrich · Micah Boyd · Wyatt Allen · Daniel Walsh · Steven Coppola · Josh Inman · Bryan Volpenhein · korm. Marcus McElhenney |

### Ženy
| Disciplína              | Zlato | Stříbro | Bronz |
| Skif                    | Rumjana Nejkovová · Bulharsko (BUL) | Michelle Guerette · Spojené státy americké (USA) | Jekatěrina Karstenová · Bělorusko (BLR) |
| Dvojskif                | Nový Zéland (NZL) · Georgina Evers-Swindell · Caroline Evers-Swindell | Německo (GER) · Annekatrin Thieleová · Christiane Huth | Velká Británie (GBR) · Elise Laverick · Anna Bebingtonová |
| Dvojskif lehkých vah    | Nizozemsko (NED) · Kirsten van der Kolk · Marit van Eupen | Finsko (FIN) · Sanna Stén · Minna Nieminen | Kanada (CAN) · Melanie Kok · Tracy Cameron |
| Párová čtyřka           | Čína (CHN) · Tchang Pin · Ťin C’-wej · Si Aj-chua · Čang Jang-jang | Velká Británie (GBR) · Annie Vernon · Debbie Flood · Frances Houghton · Katherine Grainger | Německo (GER) · Britta Oppelt · Manuela Lutze · Kathrin Boronová · Stephanie Schiller                                                                                             |
| Dvojka bez kormidelníka | Rumunsko (ROU) · Georgeta Andrunacheová · Viorica Susanuová | Čína (CHN) · Wu Jou · Kao Jü-lan | Bělorusko (BLR) · Yuliya Bichyk · Natallia Helakh |
| Osma                    | Spojené státy americké (USA) · Erin Cafarová · Lindsay Shoop · Anna Goodale · Elle Logan · Anna Cummins · Susan Francia · Caroline Lind · Caryn Davies · korm. Mary Whippleová | Nizozemsko (NED) · Femke Dekker · Marlies Smulders · Nienke Kingma · Roline Repelaer van Driel · Annemarieke van Rumpt · Helen Tanger · Sarah Siegelaar · Annemiek de Haan · korm. Ester Workel | Rumunsko (ROU) · Constanţa Burcică · Viorica Susanuová · Rodica Şerban · Enikő Barabás · Simona Muşat · Ioana Papuc · Georgeta Andrunacheová · Doina Ignat · korm Elena Georgescu |

## Přehled medailí
| Pořadí | Země                         | Zlato | Stříbro | Bronz | Celkově |
| ------ | ---------------------------- | ----- | ------- | ----- | ------- |
| 1      | Velká Británie (GBR)         | 2     | 2       | 2     | 6       |
| 2      | Austrálie (AUS)              | 2     | 1       | 0     | 3       |
| 3      | Kanada (CAN)                 | 1     | 1       | 2     | 4       |
| 4      | Spojené státy americké (USA) | 1     | 1       | 1     | 3       |
| 5      | Čína (CHN)                   | 1     | 1       | 0     | 2       |
| 5      | Nizozemsko (NED)             | 1     | 1       | 0     | 2       |
| 5      | Polsko (POL)                 | 1     | 1       | 0     | 2       |
| 8      | Nový Zéland (NZL)            | 1     | 0       | 2     | 3       |
| 9      | Dánsko (DEN)                 | 1     | 0       | 1     | 2       |
| 9      | Rumunsko (ROU)               | 1     | 0       | 1     | 2       |
| 11     | Bulharsko (BUL)              | 1     | 0       | 0     | 1       |
| 11     | Norsko (NOR)                 | 1     | 0       | 0     | 1       |
| 13     | Německo (GER)                | 0     | 1       | 1     | 2       |
| 14     | Česko (CZE)                  | 0     | 1       | 0     | 1       |
| 14     | Estonsko (EST)               | 0     | 1       | 0     | 1       |
| 14     | Finsko (FIN)                 | 0     | 1       | 0     | 1       |
| 14     | Řecko (GRE)                  | 0     | 1       | 0     | 1       |
| 14     | Itálie (ITA)                 | 0     | 1       | 0     | 1       |
| 19     | Bělorusko (BLR)              | 0     | 0       | 2     | 2       |
| 19     | Francie (FRA)                | 0     | 0       | 2     | 2       |
| Celkem | Celkem                       | 14    | 14      | 14    | 42      |